# Chlorodontopera discospilota
Chlorodontopera discospilota là một loài bướm đêm trong họ Geometridae.